# Caranguejo-vampiro
O caranguejo-vampiro (Geosesarma bunian) é uma espécie de caranguejo semi-terrestre pertencente ao gênero Geosesarma. É conhecido por sua coloração vibrante e olhos brilhantes, características que lhe conferem um aspecto único e exótico.

## Características
O Geosesarma bunian é um caranguejo de pequeno porte, medindo cerca de 3 a 5 cm de largura. Sua coloração pode variar entre tons de roxo, vermelho e laranja, com olhos brilhantes que se destacam em seu corpo escuro. Apresenta dimorfismo sexual, sendo que os machos possuem pinças maiores e abdômen mais estreito, enquanto as fêmeas têm um abdômen mais largo para carregar ovos.

## Habitat e Distribuição
Essa espécie é nativa do Sudeste Asiático, sendo encontrada principalmente em regiões tropicais da Indonésia e Malásia. Vive em áreas úmidas próximas a riachos e florestas, onde se esconde entre folhas e pedras para evitar predadores.

## Comportamento
O Geosesarma bunian é um caranguejo semi-terrestre, passando parte do tempo na água e parte em terra firme. É uma espécie territorial e pode apresentar comportamento agressivo com outros machos. Sua dieta é onívora, alimentando-se de pequenos invertebrados, matéria vegetal e detritos orgânicos.

## Reprodução
A reprodução ocorre em ambientes terrestres, onde as fêmeas depositam seus ovos em locais protegidos. Os filhotes emergem como pequenas versões dos adultos, sem passar por uma fase larval aquática.

## Conservação
Embora seja popular no comércio de animais exóticos, não há registros de que o Geosesarma bunian esteja ameaçado de extinção. No entanto, a captura excessiva e a degradação de seu habitat podem representar riscos para a espécie.